# Serie 2000

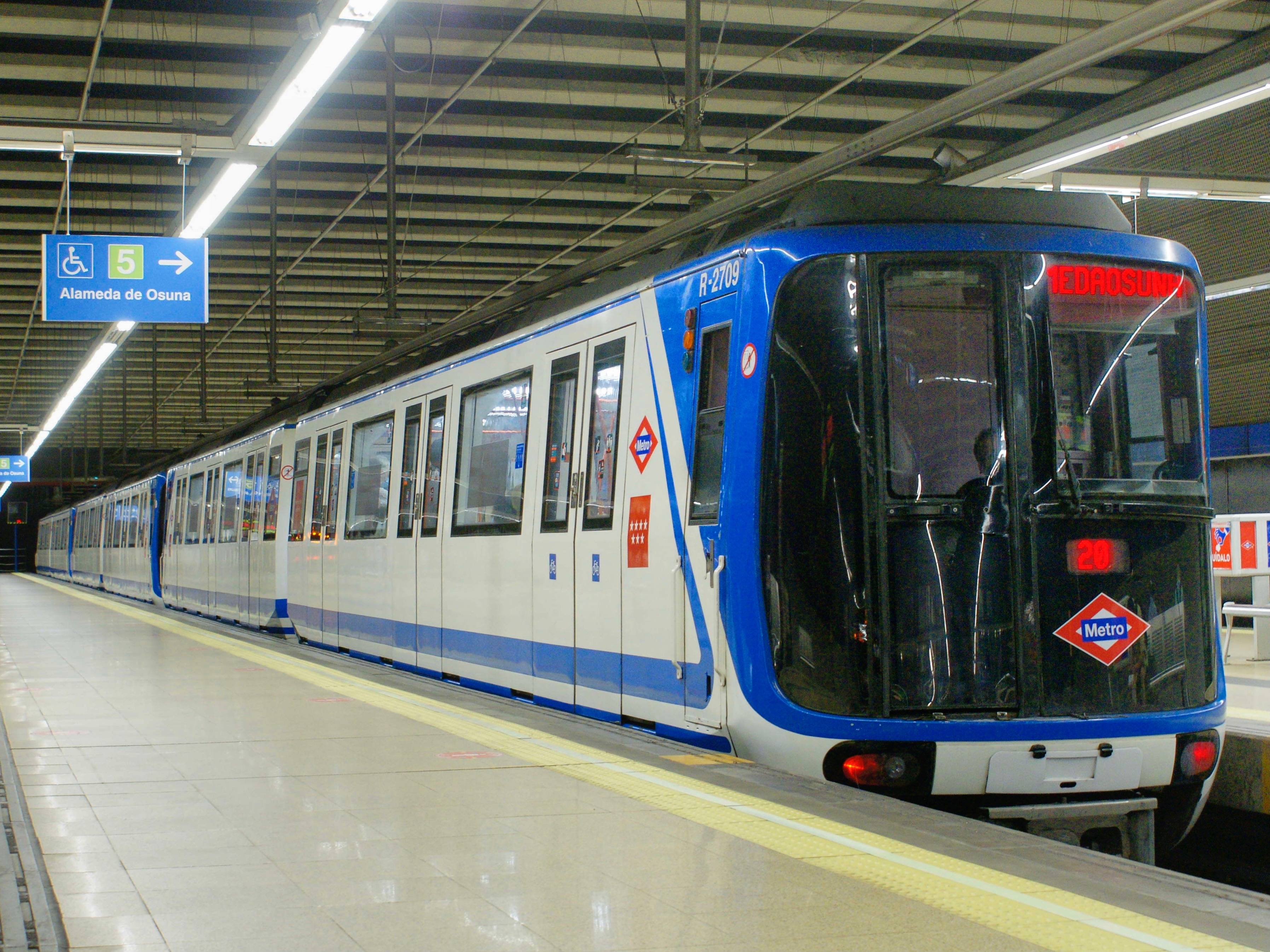
Tren Serie 2000B en la Estación de Casa de Campo

La serie 2000 es una serie de unidades móviles del Metro de Madrid construidas por CAF durante los años 1980 y 1990, y que prestan servicio en líneas de gálibo estrecho.
Es la serie más numerosa de todas las que circulan por la Red. Presta servicio en la línea 1 y en la línea 5 de la red.

## Aspectos técnicos
La composición básica de estas unidades está formada por un coche motriz (M) y un coche remolque (R), ambos con cabina, salvo en las 12 unidades preserie (M2001-M2002 a M2011-M2012) que son Motor-Motor. Todas las unidades de esta serie son monotensión a 600 Vcc y están fabricadas para un ancho de vía de 1445 mm y gálibo estrecho (2,30 m de ancho).
Existe una subserie, la versión 7 o 2000B, que se empezó a entregar a partir de diciembre de 1995, y circula en la línea 5. Todas las diferencias con su predecesora son principalmente estéticas, asemejándose en su interior a la serie 6000 y en su exterior presentando un característico frontal acristalado y redondeado de la cabina de conducción, que le ha valido entre el personal de la empresa el sobrenombre de burbuja. Estas unidades incorporan de fábrica equipos de aire acondicionado y carteles luminosos de anuncio de parada y correspondencias con otras líneas, también las últimas entregas de esta subserie llevan instalado sistemas de extinción de incendios por agua nebulizada.

## Historia

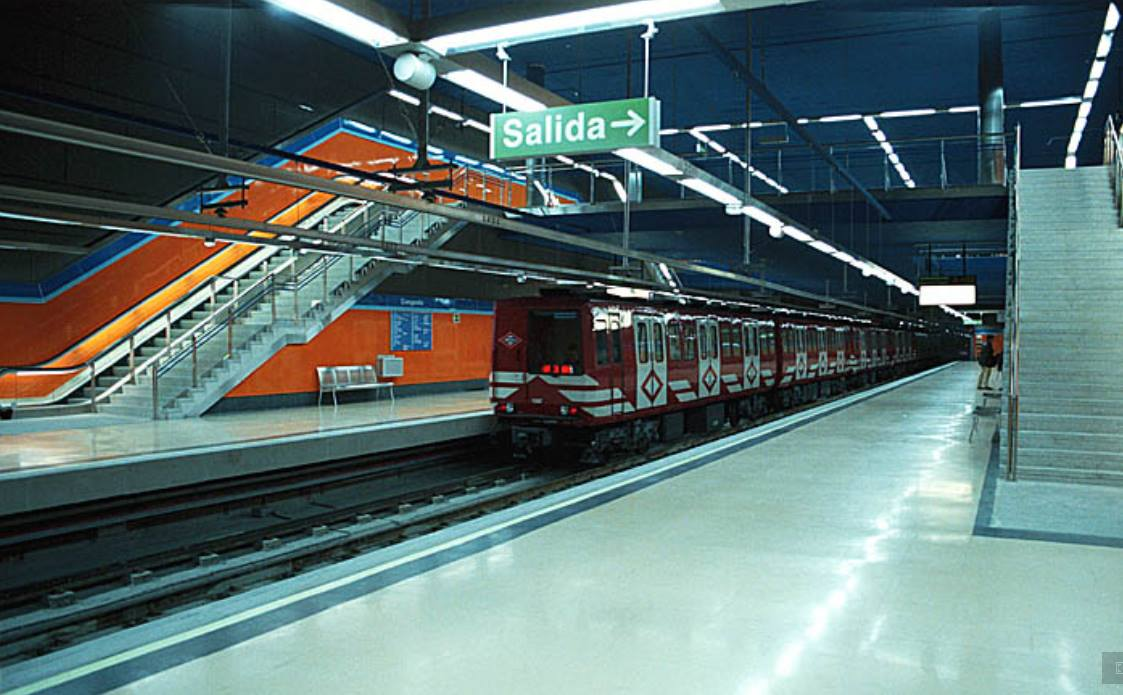
Tren de la Serie 2000A en la estación de Congosto con la decoración antigua.

La serie 2000 se encargó a CAF en 1985 para sustituir los trenes de tipo clásico (trenes adquiridos por Metro desde su apertura en 1919 hasta 1965) que circulaban por las líneas de gálibo estrecho, empezando la sustitución por las líneas 1, 2, 3, 4, 10 y Ramal. 
Las primeras doce unidades (M-2001 a M-2012), denominadas “preserie” fueron puestas en servicio el 25 de enero de 1985 en la línea II Cuatro Caminos-Ventas.
Al llegar las unidades 2000B en 1995 sustituyeron a los serie 300 y serie 1000 que circulaban por la línea 10, y al cambiarse ésta a gálibo ancho y 1500 Vcc pasaron los 2000B a reemplazar los serie 300 y serie 1000 que quedaban circulando en la línea 5. Por otra parte, los trenes de la serie 2000 prestaron servicio en la línea 11 de 1998 a 2006 aun siendo ésta de gálibo ancho.
La actual línea 8 fue inaugurada en 1998 por estos trenes pese a haberse diseñado para gálibo ancho. Esta situación duró hasta el año 2001, cuando se amplió la línea desde la estación de Mar de Cristal hasta la estación de Nuevos Ministerios, momento en que se sustituyeron estos coches por los de la Serie 8000 de gálibo ancho.
Los primeros coches venían pintados de color blanco con las puertas en color naranja. Los siguientes vinieron pintados de color rojo y blanco (los colores clásicos del Metro de Madrid). Fueron repintados a principios de los 2000 en su actual decoración blanco y azul.
Durante el año 2005 se empezó a introducir un nuevo sistema de señalización CBTC, en 68 composiciones formadas por tres unidades M-R cada una, unidas entre ellas de forma "semipermanente", destinados a la operación en la línea 1. Esto permite aumentar la capacidad de transporte de la línea y reducir el intervalo de operación. Una vez instalados todos los trenes, la operación comercial con el nuevo sistema comenzó en primavera del año 2009.
A finales de verano de 2006, el 30 de septiembre, los trenes de la serie 2000 dejaron de circular por la línea 3 al cambiarse su tensión a 1500 Vcc y ampliarse los andenes a 90 m. Empezaron entonces a circular en la misma los trenes de la nueva serie 3000.
En diciembre de 2006 dejaron de circular igualmente por la línea 11 al cambiarse la tensión a 1500 Vcc. Se introdujeron entonces unidades bitensión de la nueva serie 3000.
A lo largo de 2007 se han introducido paulatinamente trenes bitensión de la serie 3000 en la línea 4 hasta sustituir completamente el parque móvil de la misma. Este mismo año se llevó a cabo una reforma en parte de las unidades antiguas de la serie 2000 donde se rediseñó el interior de los coches, con asientos nuevos y hueco para sillas de ruedas, haciendo que sea más accesible para minusválidos.
En enero de 2008 empezaron a introducirse trenes bitensión de la serie 3000 en la línea 2, y actualmente ya no prestan servicio las 2000 ni en esta línea ni en el ramal.
Desde la implantación de la serie 3000 de 4 coches en las líneas 2 y ramal, la serie 2000A ha quedado relegada a circular por la línea 1 y todas las unidades de la serie 2000B relegadas a la 5 de la red de metro.
Hacia 2026 se espera la retirada del servicio de toda la serie 2000A tras la adquisición de 40 nuevos trenes de gálibo estrecho a CAF, adjudicados en junio de 2024. Estos trenes se implementarán únicamente en la línea 1 para aumentar la capacidad de la línea.

## Más información
- Ficha técnica en CAF